# Solenoïde (wiskunde)

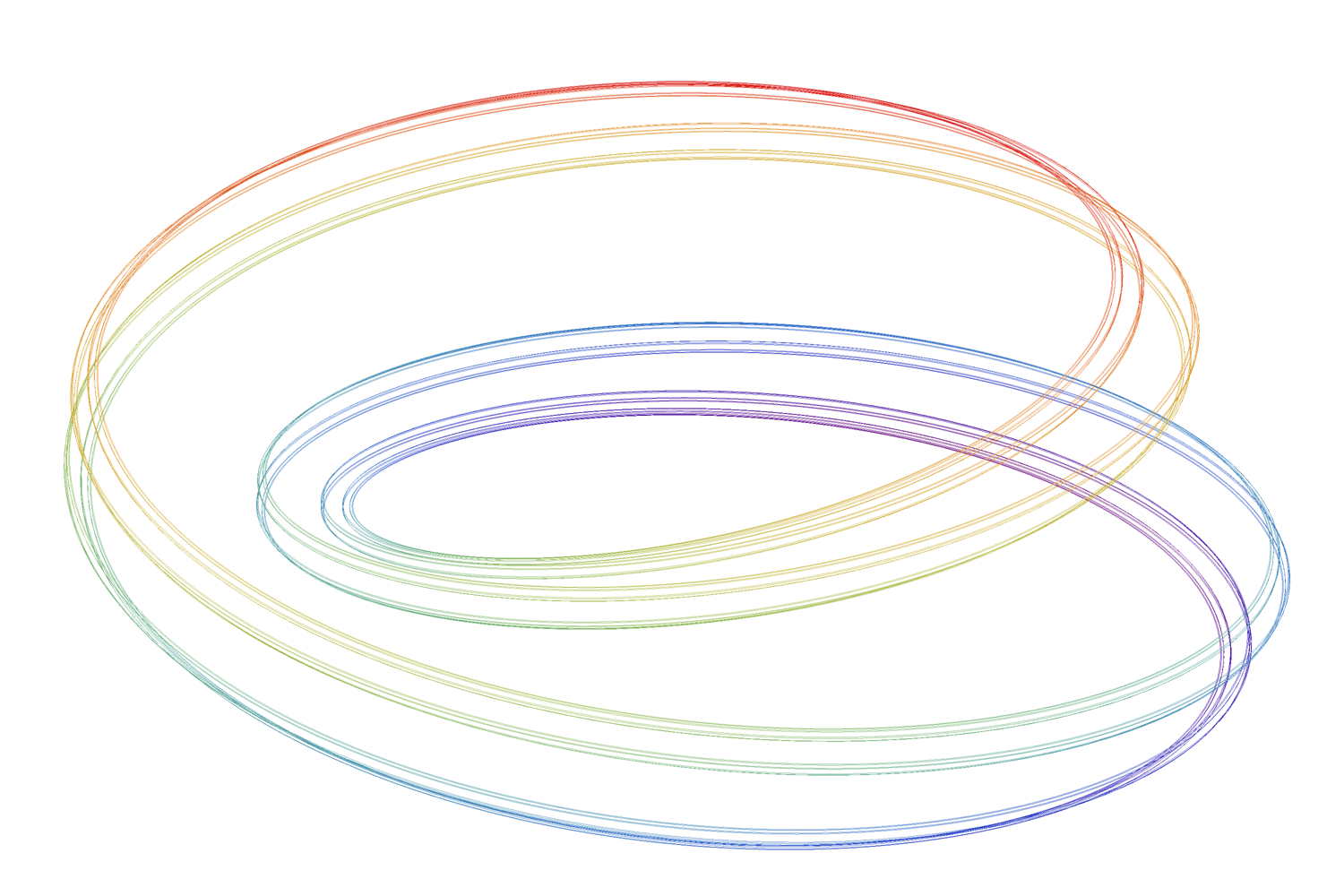
De Smale-Williams-solenoïde

In de algebraïsche topologie, een deelgebied van de wiskunde, is een solenoïde een compacte aaneengesloten topologische ruimte (dat wil zeggen een continuüm) dat kan worden verkregen als de inverse limiet van een invers systeem van topologische groepen en continue homomorfismen.
(Si, fi),     fi: Si+1 → Si,     i ≥ 0,
waar elke Si een cirkel is en fi de afbeelding is die de  cirkel Si+1 op uniforme wijze ni keer (ni ≥ 2) rond de  cirkel Si wikkelt    (Engels: "wrapt"). 
Deze constructie kan meetkundig worden uitgevoerd in de drie-dimensionale Euclidische ruimte R3. Een solenoïde is een eendimensionaal homogeen niet-afbreekbaar continuüm dat de structuur van een compacte topologische groep heeft.